# Skollanes
Skollanes är en udde i republiken Island.   Den ligger i regionen Norðurland vestra, i den västra delen av landet, 160 km norr om huvudstaden Reykjavík.
Terrängen inåt land är platt åt nordost, men åt sydväst är den kuperad.  Trakten runt Skollanes är nära nog obefolkad, med mindre än två invånare per kvadratkilometer. Det finns inga samhällen i närheten. Trakten runt Skollanes består i huvudsak av gräsmarker.